# The Lion Has Wings
The Lion Has Wings is een Britse propagandafilm uit 1939 onder regie van Adrian Brunel, Brian Desmond Hurst en Michael Powell.

## Verhaal
In een film in documentaire stijl uit het begin van de Tweede Wereldoorlog wordt de RAF aangeprezen. Er worden militairen getoond die betrokken zijn bij een aanval met bommenwerpers op het Noord-Oostzeekanaal en bij een aanval op Duitse bommenwerpers met jachtvliegtuigen.

## Rolverdeling
| Acteur           | Personage                      |
| ---------------- | ------------------------------ |
| Merle Oberon     | Mevrouw Richardson             |
| Ralph Richardson | Commandant Richardson          |
| June Duprez      | June                           |
| Flora Robson     | Koningin Elizabeth I           |
| Robert Douglas   | Officier                       |
| Anthony Bushell  | Piloot                         |
| Brian Worth      | Bobby                          |
| Austin Trevor    | Schulemberg                    |
| Ivan Brandt      | Officier                       |
| G.H. Mulcaster   | Controleur                     |
| Herbert Lomas    | Holveg                         |
| Milton Rosmer    | Hoofd van het verkenningskorps |
| Ronald Adam      | Duitse officier                |
| Robert Rendel    | Britse chef-staf               |
| John Longden     |                                |